# Große Eintagsfliege
Die Große Eintagsfliege oder Dänische Eintagsfliege (Ephemera danica) ist eine Eintagsfliege aus der Familie der Ephemeridae. Sie gehören zu den häufigsten Arten der Eintagsfliegen in Mitteleuropa.
Die Dänische Eintagsfliege ist das Insekt des Jahres 2021.

## Merkmale
Die Tiere haben durchsichtige, leicht dunkel gefleckte Flügel und am Hinterleibsende drei Schwanzfäden. Ihr Hinterleib ist gelblich und hat im Gegensatz zu der sehr ähnlichen Gemeinen Eintagsfliege (Ephemera vulgata) nur auf den hinteren Hinterleibssegmenten eine kräftige, braune Kommazeichnung, sonst ist sie nur schwach erkennbar. Sie haben eine Körperlänge von 15 bis 25 Millimetern und eine Spannweite von 35 bis 45 Millimetern, die Weibchen sind dabei etwas größer als die Männchen. Die Schwanzfäden sind beim Männchen 35 bis 40 Millimeter, beim Weibchen dagegen nur 15 bis 25 Millimeter lang. Die Männchen unterscheiden sich weiterhin durch sehr lange Vorderbeine, die im Sitzen nach vorne ausgestreckt werden.
Die gelblich-hellbraunen Larven haben einen schmalen und zylindrischen Körperbau. Sie werden etwa 30 Millimeter lang und besitzen ebenfalls drei Schwanzfäden, die etwa 10 Millimeter messen. Ihre Mandibeln sind schmal und spitz, die Beine sind kurz und kräftig gebaut. Auf der Oberseite des Körpers kann man zwei-ästige, gefiederte Kiemen erkennen.

## Vorkommen
Die Tiere kommen in ganz Europa bis in eine Höhe von etwa 1.000 Metern vor. Sie leben in sauberen Bächen und Flüssen, meiden aber zu starke Turbulenzen. Sie kommen aber auch in stehenden Gewässern vor. Sie fliegen für zwei bis vier Tage von Mai bis September, vor allem aber im Juni sind sie überall häufig zu finden.

## Entwicklung

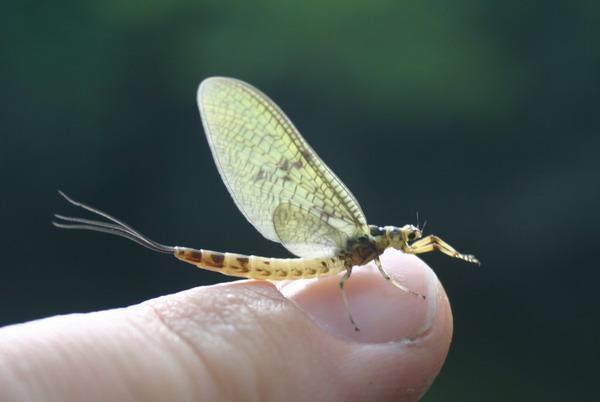
Subimago

Die Weibchen legen ihre Eier im Wasser ab und tauchen dazu im Flug mehrmals mit dem Hinterleib ins Wasser ein. Nach der Eiablage sterben sie und lassen sich ins Wasser fallen. Die Larven leben am Gewässerboden an sandigen oder schlammigen Bereichen. Sie graben sich durch das Substrat und filtern ihre Nahrung, Detritus (totes organisches Material), heraus. Sie sind erst nach mindestens zwei Jahren ausgewachsen und bereit, das Wasser zu verlassen. Aus der Larvenhaut schlüpft wie bei allen Eintagsfliegen die Subimago, das im Unterschied zum adulten Tier noch getrübte Flügel aufweist. Auch sind ihre Schwanzfäden kürzer. Sie fliegen in die Vegetation nahe dem Ufer und häuten sich nach ein bis zwei Tagen zum adulten Insekt. Gruppen von Männchen fliegen vor und während der Dämmerung in Schleifen paarungsbereit über und um Gewässer und halten Ausschau nach Weibchen. Sobald sich ein Pärchen gefunden hat, sinkt es umklammert zu Boden.